# Classica di San Sebastián 2023
La Classica di San Sebastián 2023 (ufficialmente Donostia San Sebastian Klasikoa), quarantaduesima edizione della corsa e valevole come ventiseiesima prova dell'UCI World Tour 2023 categoria 1.UWT, si svolse il 29 luglio 2023 su un percorso di 230,3 km, con partenza e arrivo a San Sebastián, in Spagna. La vittoria fu appannaggio del belga Remco Evenepoel, il quale completò il percorso in 5h30'59", alla media di 41,748 km/h, precedendo lo spagnolo Pello Bilbao ed il russo Aleksandr Vlasov.

## Squadre e corridori partecipanti
Alla competizione prendono parte 25 squadre, diciotto del UCI World Tour 2023 e sette di categoria UCI ProTeam, per un totale di 174 ciclisti.
| N.      | Cod. | Squadra                  |
| ------- | ---- | ------------------------ |
| 1-7     | SOQ  | Soudal Quick-Step        |
| 11-17   | ACT  | AG2R Citroën Team        |
| 21-27   | ADC  | Alpecin-Deceuninck       |
| 31-37   | ARK  | Team Arkéa-Samsic        |
| 41-47   | AST  | Astana Qazaqstan Team    |
| 51-56   | BOH  | Bora-Hansgrohe           |
| 61-67   | COF  | Cofidis                  |
| 71-76   | DSM  | Team DSM-Firmenich       |
| 81-87   | EFE  | EF Education-EasyPost    |
| 91-97   | GFC  | Groupama-FDJ             |
| 101-107 | ICW  | Intermarché-Circus-Wanty |
| 111-117 | IGD  | Ineos Grenadiers         |
| 121-127 | MOV  | Movistar Team            |

| N.      | Cod. | Squadra                |
| ------- | ---- | ---------------------- |
| 131-137 | JAY  | Team Jayco AlUla       |
| 141-147 | TBV  | Bahrain Victorious     |
| 151-157 | LTK  | Lidl-Trek              |
| 161-167 | TJV  | Jumbo-Visma            |
| 171-177 | UAD  | UAE Team Emirates      |
| 181-187 | BBH  | Burgos-BH              |
| 191-197 | CJR  | Caja Rural-Seguros RGA |
| 201-207 | EKP  | Equipo Kern Pharma     |
| 211-217 | EUS  | Euskaltel-Euskadi      |
| 221-227 | TEN  | TotalEnergies          |
| 231-237 | LTD  | Lotto Dstny            |
| 241-247 | IPT  | Israel-Premier Tech    |

## Ordine d'arrivo (Top 10)
| Pos. | Corridore        | Squadra     | Tempo    |
| ---- | ---------------- | ----------- | -------- |
| 1    | Remco Evenepoel  | Soudal      | 5h30'59" |
| 2    | Pello Bilbao     | Bahrain     | s.t.     |
| 3    | Aleksandr Vlasov | Bora        | a 28"    |
| 4    | Neilson Powless  | EF          | a 2'50"  |
| 5    | Ion Izagirre     | Cofidis     | a 2'57"  |
| 6    | Toms Skujiņš     | Lidl        | a 3'02"  |
| 7    | Alex Aranburu    | Movistar    | s.t.     |
| 8    | Rui Costa        | Intermarchè | s.t.     |
| 9    | Andrea Bagioli   | Soudal      | s.t.     |
| 10   | Tiesj Benoot     | Jumbo       | s.t.     |